# 埃贡·克伦茨
埃贡·克伦茨（德語：Egon Krenz，德語發音：[ˈeːgɔn ˈkʁɛnts]；1937年3月19日—），生于德国波美拉尼亚省的科爾貝格（今波兰科沃布热格），是前东德执政党德国统一社会党的领导人、末任总书记。1989年他在原总书记埃里希·昂纳克辞职后曾担任数周的东德领导人。两德统一之后他被控殺人罪而被判处6年半的有期徒刑。刑期直到2003年结束。

## 生平
1953年加入自由德国青年，1955年加入德国统一社会党。1959年至1964年，担任自由德国青年联盟贝尔根县委第一书记。1960年至1964年担任自由德国青年联盟罗斯托克专区第一书记。1961年至1964年任青年团中央书记。1964年至1967年曾去莫斯科苏共中央高级党校学习。1971年6月在统一社会党八大当选为中央候补委员。1983年当选为中央政治局委员和中央书记，主管安全、干部和青年工作。1984年6月当选为东德国务委员会副主席。1989年10月18日取代昂纳克当选为德国统一社会党总书记。10月24日，当选为国务委员会主席和国防委员会主席。同年12月3日辞去总书记职务，12月6日辞去国务委员会主席和国防委员会主席职务。1990年1月21日，被开除出党。
1989年9月，克伦茨率领代表团访问中华人民共和国。
1990年，两德统一之后，克伦茨於1997年因以往曾下令邊防部門執行「开枪射击令」，導致多名難民死亡，被控谋杀罪而被判处6年半的有期徒刑，刑期直到2003年结束，并提前出狱。2003年底，他从监狱获释后，定居在梅克伦堡-前波美拉尼亚州的迪尔哈根小镇。

## 家庭
克伦茨的妻子是艾丽卡·克伦茨，夫妇俩有两个儿子：托斯滕和卡斯滕。

## 著作
- 《大墙倾倒之际－克伦茨回忆录》

## 相册

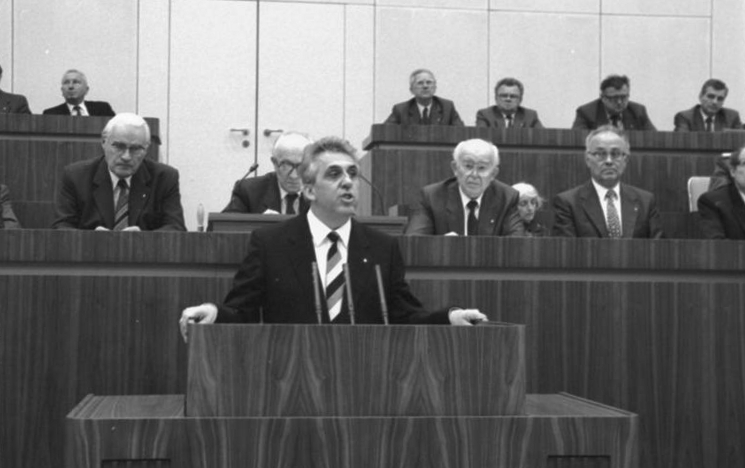
1989年10月24日，克伦茨在东德人民议会上讲话。
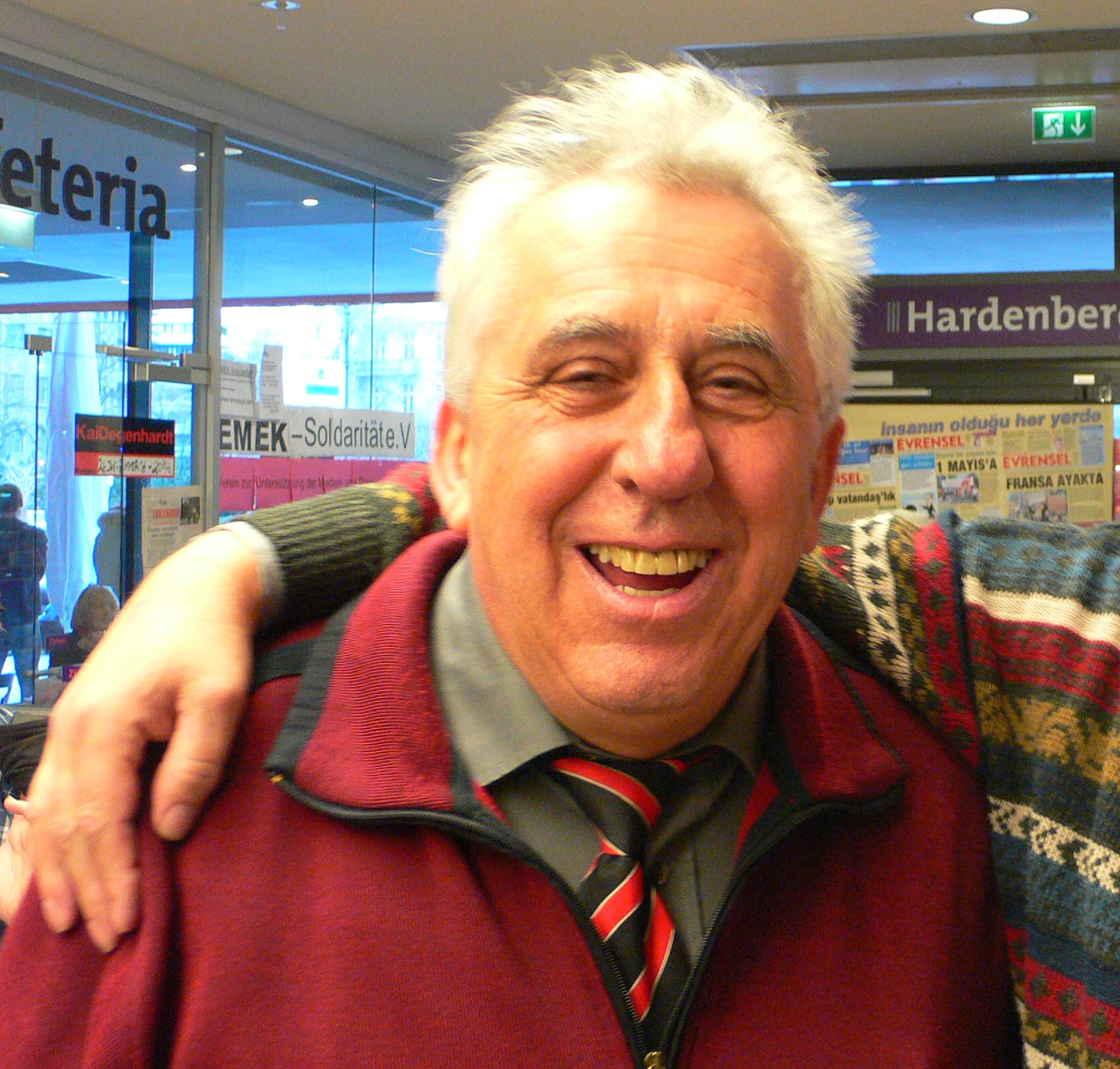
2007年

## 外部連結
- 埃贡·克伦茨（德国国家图书馆目录相关文献）
- Rechtsprechungsnachweis Egon Krenz bei dejure.de （页面存档备份，存于）
- Biografie Egon Krenz beim LeMO (Lebendiges virtuelles Museum Online) （页面存档备份，存于）
- Egon Krenz bei einer Buchbesprechung seines Buches Gefängnis−Notizen
- Urteil des Europäischen Gerichtshofs für Menschenrechte vom 22/03/2001

| 政党职务             | 政党职务                              | 政党职务                        |
| -------------------- | ------------------------------------- | ------------------------------- |
| 前任： 埃里希·昂纳克 | 德国统一社会党中央委员会总书记 1989年 | 政党解散                        |
| 官衔                 |                                       |                                 |
| 前任： 埃里希·昂纳克 | 德意志民主共和国国务委员会主席 1989年 | 繼任： 曼弗雷德·格拉赫 （代理） |